# Concordia University
Die Concordia University ist eine englischsprachige Universität in Montreal und eine der jüngeren Universitäten Kanadas. Mit über 46.000 Studenten gehört sie, gemessen an der Anzahl der Studenten, zu den größten Universitäten des Landes.
Laut einer Einstufung („ranking“) der École des Mines de Paris platziert sich die Concordia University unter den kanadischen Universitäten auf den siebten und weltweit auf dem 33. Platz, bezogen auf die Anzahl der Absolventen, die CEOs in einem der Fortune 500 Unternehmen werden.
Die Universität beheimatet die Filmakademie Mel Hoppenheim School of Cinema, an der sich jährlich etwa 200 Studierende immatrikulieren; sie ist die größte Filmakademie ihrer Art in Kanada.

## Geschichte

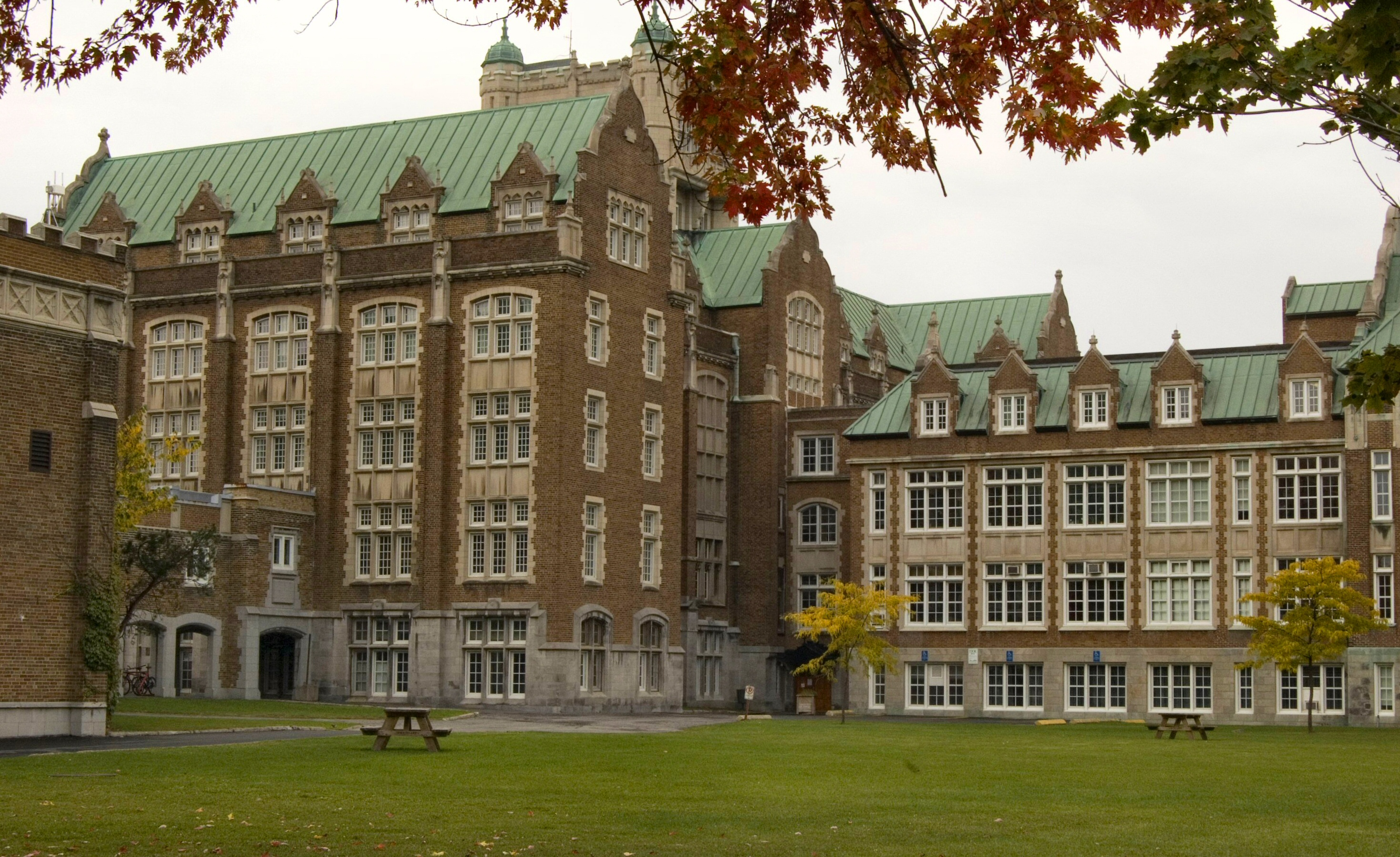
Concordia’s Loyola Campus

Die Universität wurde im Jahr 1974 gegründet, als zwei Hochschulen fusionierten: das im Jahr 1896 gegründete Loyola College der Jesuiten und die Sir George Williams University, die im Jahr 1948 den Status einer Universität erhalten hatte. Die Sir George Williams University wurde landesweit bekannt, als ca. 200 Studenten vom 29. Januar bis zum 11. Februar 1969 das Computerlabor der Universität (engl. Sir George Williams Computer Riot) besetzten. Es wurden Geräte im Wert von zirka 2 Millionen Dollar zerstört, 97 Studenten wurden festgenommen.

## Fakultäten

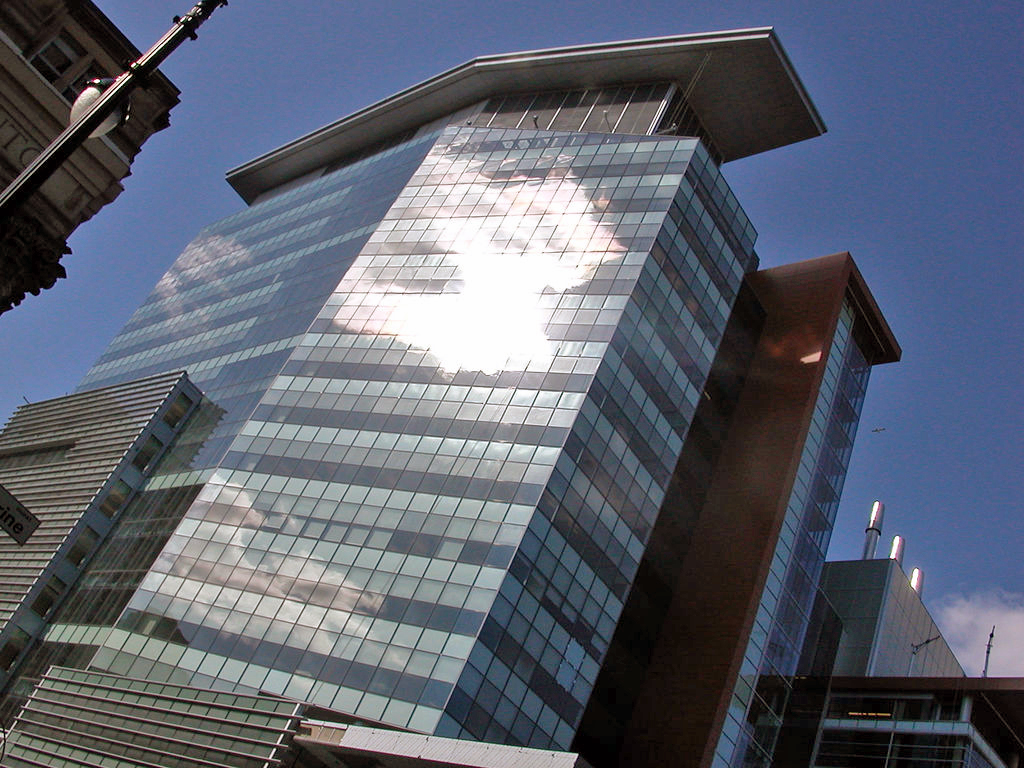
Integrated Engineering, Computer Science und Visual Arts Complex

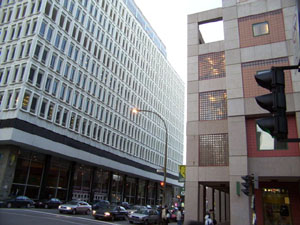
Hall Gebäude und Library

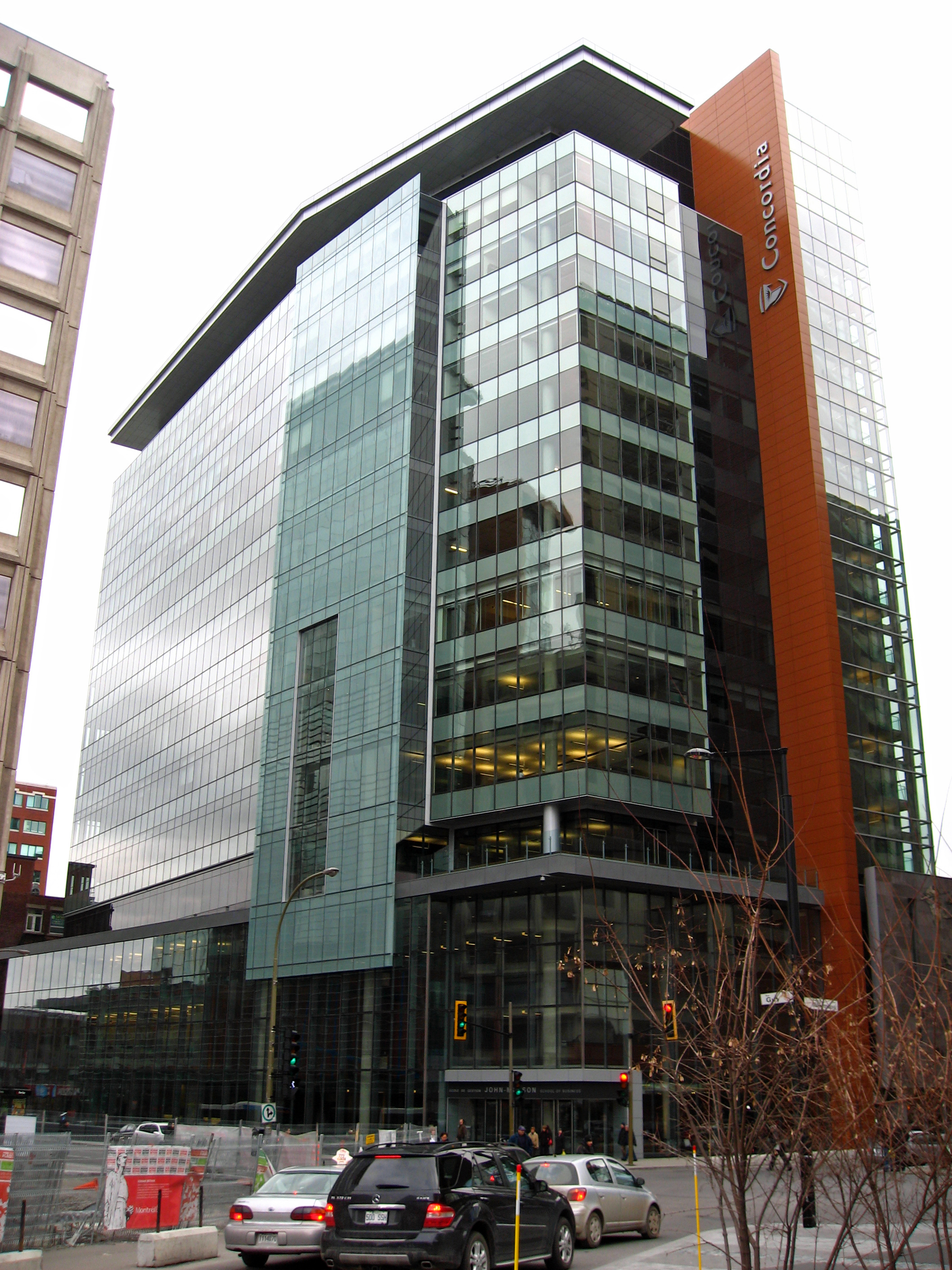
Molson Building, Fertigstellung 2009

### Faculty of Arts and Science
Die größte Fakultät der Universität beinhaltet 26 Abteilungen und Colleges. 2020/2021 lernten dort 19.724 Studierende (42,1 %). Mit den über die letzten Jahre neu geworbenen Professoren und der modernen Neugestaltung der Einrichtungen werden hier die Geisteswissenschaften, Naturwissenschaften und die Sozialwissenschaften erforscht und gelehrt.

### Faculty of Engineering and Computer Science
Eine der größten Fakultäten für Technik und Informatik bietet verschiedene Studiengänge des Ingenieurwesens (Elektrotechnik, Bauingenieurwesen usw.) und Informatik an.

### Faculty of Fine Arts
Lehrende sind sowohl festangestellte Professoren als auch Teilzeitlehrkräfte.

### School of Graduate Studies
Die Fakultät für weiterführende Studien bietet mit über 100 Programmen eine Vielfalt für spezialisierte PhD-, Master-, Diploma- und Certificate-Abschlüssen an.

### School of Extended Learning
Diese typische nordamerikanische Einrichtung bietet verschiedenen Zielgruppen Weiterbildungsmöglichkeiten an. Eingeschriebene Studenten und Außenstehende können sich weiterbilden, indem sie „e-Learning“-Kurse, universitäre Vorbereitungs- und Weiterbildungskurse und Kurse zur beruflichen Schulungen oder Weiterbildungen belegen.

### John Molson School of Business
Die Business School der Concordia University (JMSB) trägt den Namen des nach Kanada immigrierten Unternehmers John Molson (1763–1836), dessen Familie im November 2000 den Betrag von 20 Millionen Dollar für den Neubau der JMSB spendete. Die John Molson School of Business, an der 2020/2021 insgesamt 9.915 Studierende (21,2 %) eingeschrieben waren, wurde in Rankings unter den führenden kanadischen Business Schools gezählt, was auch durch die Akkreditierung der Association to Advance Collegiate Schools of Business belegt wird.
Einen besonders guten Ruf besitzt die Fakultät im Bereich des Portfolio Managements, was sich auch in der Konzeption des neuen Gebäudes bemerkbar macht. So stehen den Studenten „Trading-Desks“ im „Formula Growth Trading Lab“ zur Verfügung, an denen Investitionsstrategien entwickelt und ausprobiert werden können. Zudem setzt die Universität auf Seminare, die den Studenten das notwendige Wissen der Standardsoftware vermitteln sollen, um so einen optimalen Berufseinstieg zu ermöglichen.
Im Kenneth Woods Portfolio Management Program (KWPMP) verwaltet eine Gruppe ausgewählter Studenten ein Portfolio von $1,6 Millionen Dollar, welches im Jahre 2000 zu Übungszwecken von Ken Woods und anderen Sponsoren gespendet wurde.
| - undergraduate - Bachelor of Administration - Bachelor of Commerce - Accountancy - Economics - Finance - Human Resources Management - International Business - Management - Management Information Systems - Marketing - Supply Chain Operations Management - Certificate in Business - Certificate in Accountancy - Honours in Finance - BA/BSc in Actuarial Mathematics and Finance - Undergraduate specialized - Kenneth Woods Portfolio Management Program (KWPMP) - Co-op Program - Study Abroad - Programme d'anglais des affaires | - Postgraduate programs - Master of Business Administration - Executive MBA - MBA in Investment Management - MSc in Administration - PhD in Business Administration - Graduate Diploma programs - Chartered Accountancy - Investment Management - Graduate Certificate Programs - Management Accounting |

Eine Besonderheit des MBAs ist, dass dieser als weltweit einziger Studiengang alle drei Prüfungen zum Chartered Financial Analyst (CFA) beinhaltet. Somit erhalten die Absolventen zu dem Master-Grad ebenso ein Zertifikat des CFA Instituts, was insbesondere in Bezug auf die Durchfallquote dieser anspruchsvollen Prüfungen (50–60 %) auf hohe Anerkennung in der Finanzwelt stößt und eine Zusatzqualifikation darstellt.
Die Hochschule ist ebenfalls Organisator der John Molson Undergraduate Case Competition und der John Molson MBA International Case Competition, die jährlich durchgeführt werden.

## Zahlen zu den Studierenden
Von den 46.811 Studenten des Studienjahrens 2020/2021 nannten sich 23.556 weiblich (50,3 %) und 23.255 männlich (49,7 %). Von den Studenten, die ein Visum benötigten, kamen 20,4 % aus Indien, 15,8 % aus China, 14,6 % aus dem Iran, 10,2 % aus Frankreich und 6,3 % aus den USA. 37.272 der Studierenden strebten 2020/2021 ihren ersten Studienabschluss an, sie waren also undergraduates. 9.539 arbeiteten auf einen weiteren Abschluss hin, sie waren postgraduates.

## Bekannte Absolventen
- Melissa Auf der Maur, Rockmusikerin und Fotomodell
- René Balcer, Regisseur und Drehbuchautor, Law & Order und Criminal Intent
- Manon Briand, Regisseurin und Drehbuchautorin
- Dagobert Broh (1904–1999), Schriftsteller deutscher Herkunft
- Pascale Bussières, Schauspielerin
- Glen Murray, ehemaliger Bürgermeister von Winnipeg
- Eric Canuel, Regisseur
- Jean-François Pouliot, Regisseur
- Mordecai Richler, Schriftsteller
- Henry Mintzberg, Professor für Betriebswirtschaftslehre und Management, McGill University
- Richard Pound, Vorsitzender der World Anti-Doping Agency und Kanzler der McGill University
- Gordon O’Connor, kanadischer Steuerminister (dt.: Finanzminister)
- Peter McAuslan, Präsident und CEO, McAuslan Brewing
- Gerald T. McCaughey, Präsident und CEO, Canadian Imperial Bank of Commerce
- Rosie Douglas, ehemaliger Premierminister von Dominica
- Rod Sykes, ehemaliger Bürgermeister von Calgary
- Dominic D’Alessandro, Präsident und CEO, Manulife Financial
- John C. Major, Richter des Obersten Gerichtshofes in Kanada
- Georges Vanier, ehemaliger Generalgouverneur von Kanada
- André Desmarais, Präsident und Vorstandsmitglied, Power Corporation of Canada
- Michael Arcamone, Präsident und CEO, GM Daewoo Auto & Technology
- Darren Entwistle, Präsident und CEO, Telus
- Raymonde Folco, kanadischer Politiker
- Robert Sartor, CEO, Forzani Group
- Gregory Wilkins, ehemaliger Präsident und CEO, Barrick Gold